# Iker Casillas
Iker Casillas Fernández (* 20. Mai 1981 in Móstoles) ist ein ehemaliger spanischer Fußballtorwart. Von 1997 bis 2015 war er für Real Madrid aktiv, mit denen er fünf Mal die Primera División und drei Mal die UEFA Champions League gewann. Neben Real Madrid spielte er nur für den FC Porto, mit dem er eine portugiesische Meisterschaft gewann. Von 2000 bis 2016 spielte Casillas für die spanische Nationalmannschaft. Er führte Spanien als Mannschaftskapitän zu zwei Europameistertiteln und 2010 zum Weltmeistertitel.
Casillas ist der bisher einzige Spieler, der fünfmal in Folge (von 2008 bis 2012) als IFFHS-Welttorhüter des Jahres ausgezeichnet wurde, sowie der erste Spieler, der 100 Länderspielsiege erreicht hat. Zudem wurde er 2010 mit dem Goldenen Handschuh zum besten WM-Torhüter gekürt und gilt als einer der besten Torhüter der Fußballgeschichte. In Madrid bekam er den Beinamen San Iker (dt. Heiliger Iker). Mit seinem 175. Einsatz im Europapokal stellte er im März 2017 einen neuen Einsatzrekord auf.

## Karriere

### Im Verein

#### Real Madrid

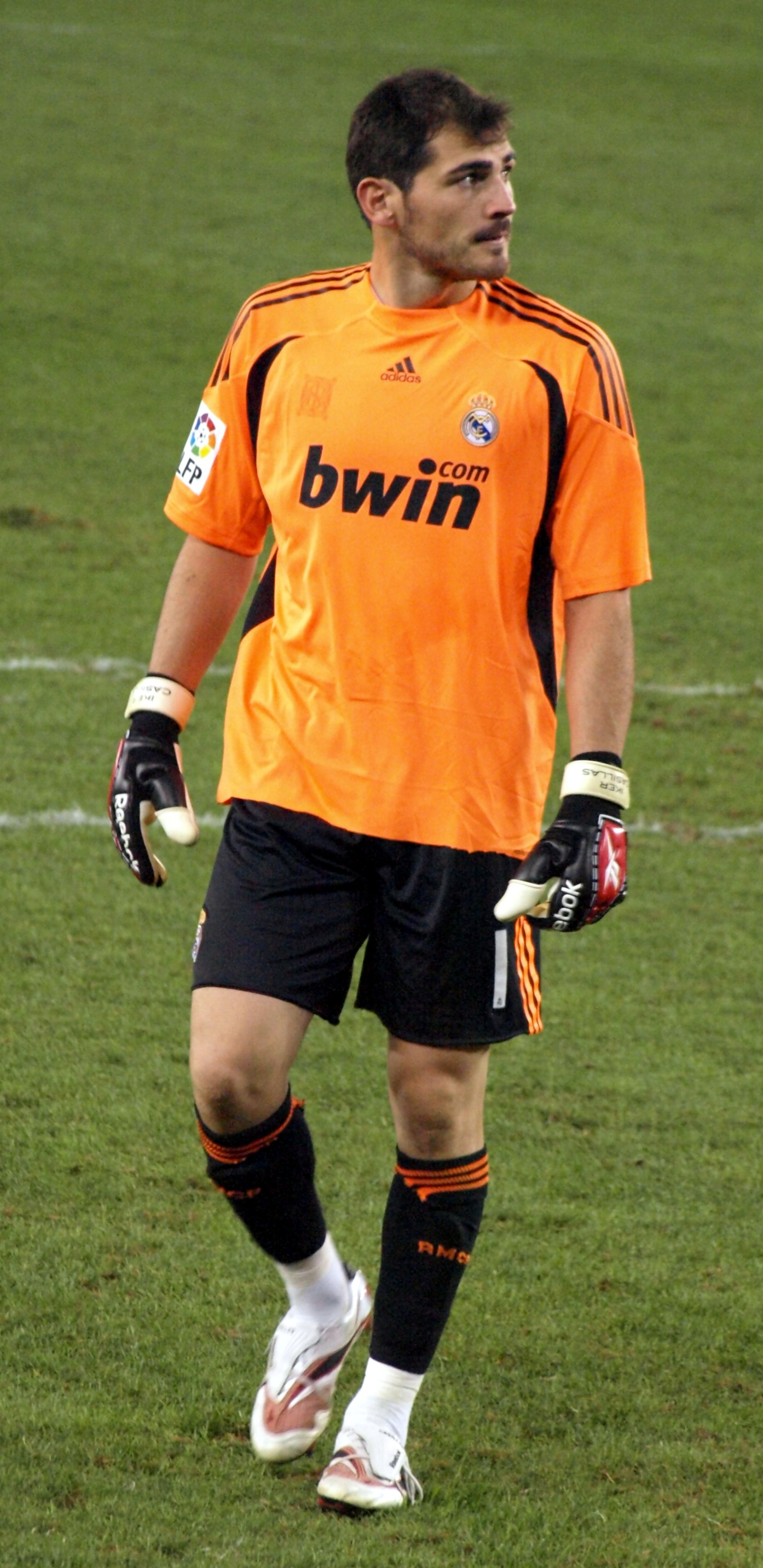
Casillas bei Real Madrid (2009)

Casillas wuchs in der Madrider Vorstadt Móstoles auf. Als Achtjähriger begann er in der Jugend von Real Madrid. Bereits als 16-Jähriger wurde er erstmals in den Kader der Profimannschaft berufen: Da Pedro Contreras und Bodo Illgner verletzt ausfielen, saß er am 27. November 1997 beim Champions-League-Spiel gegen Rosenborg BK in Trondheim auf der Ersatzbank. Am 12. September 1999 debütierte er in der Primera División im Rahmen eines 2:2-Unentschiedens gegen Athletic Bilbao. Zu Beginn seiner Karriere verdrängte er den verletzten Bodo Illgner aus der Stammmannschaft. Casillas profitierte in jungen Jahren stark von der Verpflichtung Illgners und sagte im November 2000: „Bodo ist ein absoluter Top-Torwart, von dem ich viel gelernt habe und weiterhin viel lerne“. Mit den „Königlichen“ gewann Casillas dreimal die Champions League (2000, 2002, 2014), fünf Mal die spanische Meisterschaft (2001, 2003, 2007, 2008, 2012), zweimal den spanischen Pokal (2011, 2014) sowie je einmal den Weltpokal (2002) und die Klub-WM (2014).
Seine Stärken sind seine schnellen Reaktionen und die Eins-gegen-eins-Situation. Leichte Schwächen hatte er zu Beginn seiner Karriere hingegen beim Abfangen von Flanken. Diese Schwäche hatte dazu geführt, dass er in seinen ersten Jahren nicht ganz unumstritten war und seinen Platz zwischenzeitlich für den Kollegen César Sánchez freimachen musste. Im Finale der Champions League 2001/02 gegen Bayer 04 Leverkusen kam er für den verletzten César ins Tor und sicherte mit einigen Paraden den 2:1-Erfolg. Hierdurch etablierte er sich endgültig im Tor seiner Mannschaft. Er wurde ab 2008 fünfmal in Folge als IFFHS-Welttorhüter des Jahres ausgezeichnet.
Im Dezember 2012 wurde Casillas von Trainer José Mourinho zum Ersatztorhüter degradiert und durch Antonio Adán ersetzt. Am 23. Januar 2013 brach sich Casillas während eines Pokalspiels einen Mittelhandknochen, woraufhin er zwei Monate ausfiel. Bedingt durch seine Verletzung verpflichtete Real Madrid kurz darauf Diego López. Nach Casillas’ Genesung hielt Mourinho weiterhin an López fest, wodurch es zu Kontroversen zwischen Trainer, Spielern und Fans kam. Auch unter Mourinhos Nachfolger Carlo Ancelotti blieb Casillas in der Saison 2013/14 nur ein Platz auf der Ersatzbank. Lediglich in Spielen der Champions League und der Copa del Rey war er gesetzt. Beide Wettbewerbe gewann Real Madrid. Die andauernde Torwartdiskussion endete mit dem Wechsel von Diego López zum AC Mailand, woraufhin Casillas die Saison 2014/15, trotz der Verpflichtung von Costa Ricas WM-Held Keylor Navas, wieder als Stammtorhüter begann.

#### FC Porto

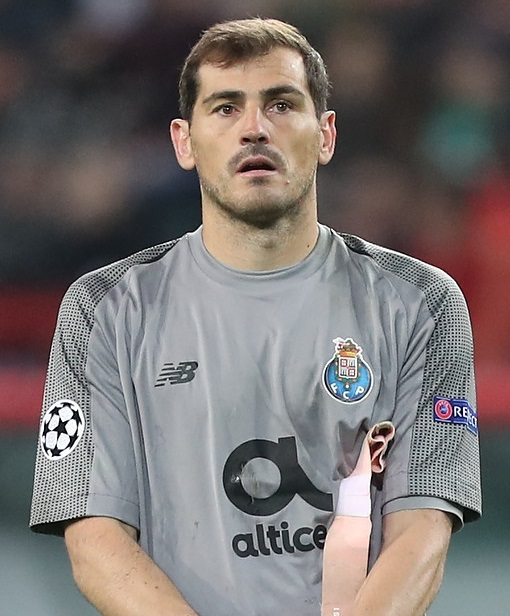
Casillas im Trikot des FC Porto (2018)

Im Juli 2015 wechselte Casillas nach 725 Einsätzen in 16 Jahren für Real Madrid zur Saison 2015/16 ablösefrei zum FC Porto. Am 16. September 2015 bestritt er sein 151. Champions-League-Spiel und zog mit Rekordspieler Xavi gleich. Inzwischen liegt er in der Liste mit 177 Spielen auf Rang zwei hinter Cristiano Ronaldo. Am 1. Mai 2019 erlitt Casillas im Training einen Herzinfarkt. Bis dahin hatte er für den FC Porto 116 Ligaeinsätze absolviert. Anfang November 2019 kehrte Casillas ins Training zurück. Im Februar 2020 kündigte die Torwart-Legende, die in der laufenden Saison 2019/20 bis dahin in keinem Wettbewerb im Spieltagskader gestanden hatte, an, bei der Wahl zum Präsidenten des spanischen Fußballverbands gegen den Amtsinhaber Luis Rubiales antreten zu wollen. Gleichzeitig beendete er seine Spielerkarriere.

### In der Nationalmannschaft

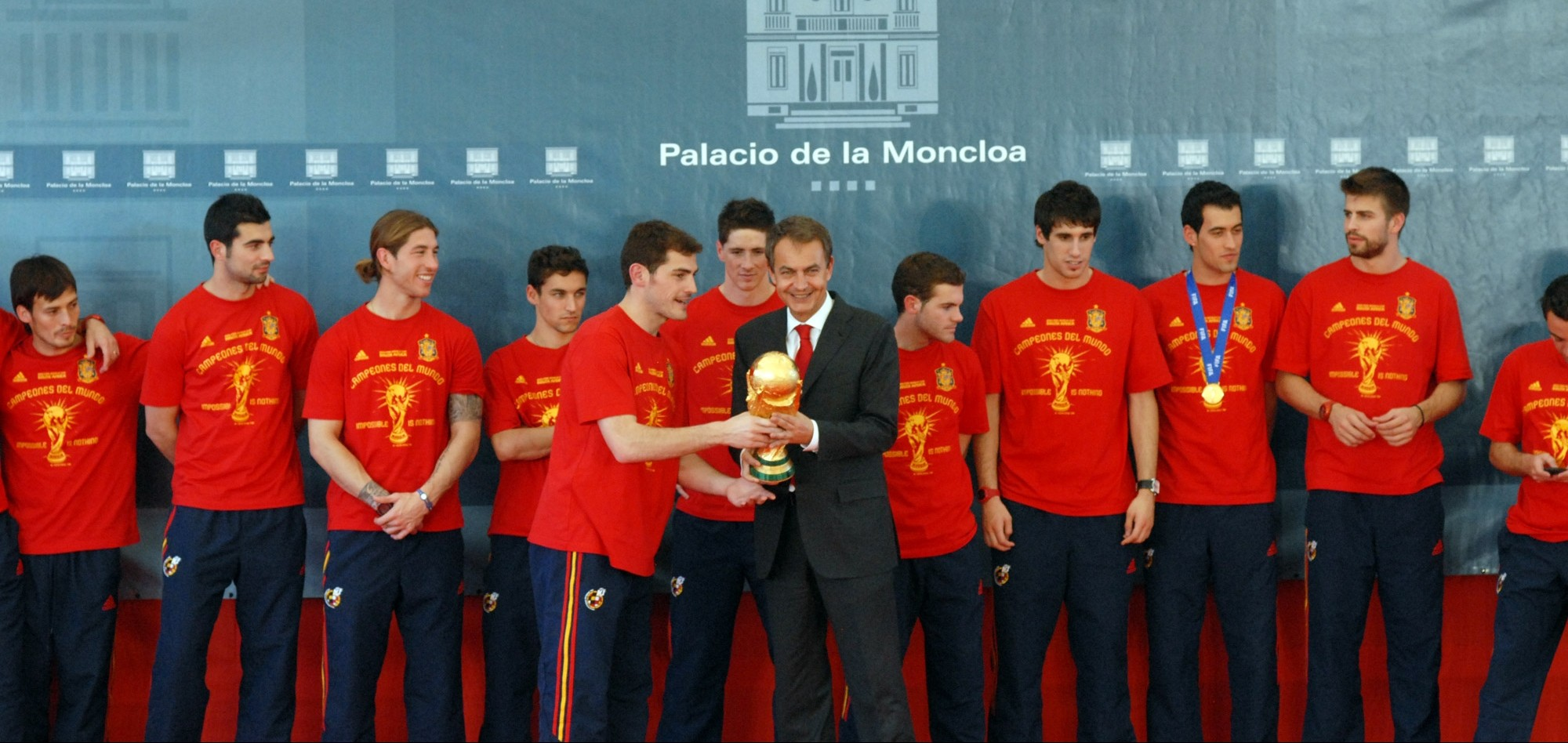
Casillas und die spanische Nationalmannschaft mit dem damaligen spanischen Ministerpräsidenten Zapatero nach dem Gewinn der Weltmeisterschaft 2010

Schon in seiner Jugend hütete Casillas das Tor der spanischen Nationalmannschaft. Mit der U-16 gewann er die Europameisterschaft 1997, dabei sicherte er seiner Mannschaft den Sieg im Elfmeterschießen gegen Österreich. Im selben Jahr erreichte er den dritten Rang bei der U-17-Weltmeisterschaft.
Bei der Junioren-Fußballweltmeisterschaft 1999 in Nigeria eroberte er mit Spanien den ersten Titel des Landes bei einem FIFA-Turnier. Casillas selbst musste sich die Position des Stammtorhüters mit Daniel Aranzubia teilen, überzeugte aber insbesondere im Viertelfinale, das die Iberer erst im Elfmeterschießen gegen Ghana für sich entscheiden konnten. Im selben Jahr gewann er darüber hinaus den UEFA-CAF Meridian Cup.
Für die spanische A-Nationalmannschaft nahm er bereits an der EM 2000 (noch als Ersatztorwart), der WM 2002, der EM 2004, der WM 2006, EM 2008, der WM 2010 und der EM 2012 teil. Bei der EM 2008 und EM 2012 wurde er als Kapitän mit der spanischen Nationalmannschaft Europameister.

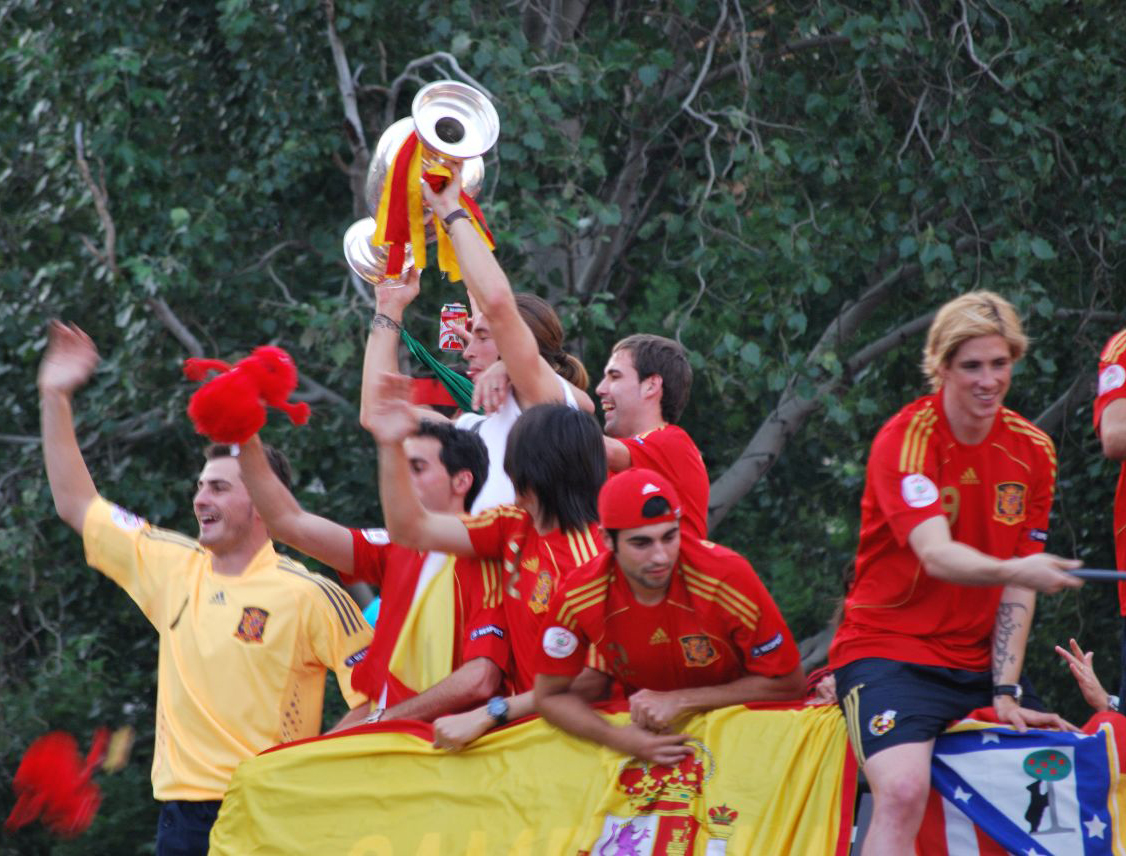
Casillas (links) bei den Feierlichkeiten nach dem Gewinn der EM 2008

Am 11. Juli 2010 gewann er mit der Nationalmannschaft ferner die Fußball-Weltmeisterschaft in Südafrika. Im Finale besiegte Spanien die Niederlande mit 1:0 nach Verlängerung. In diesem Spiel rettete er zwei Mal in Eins-gegen-Eins-Situationen gegen Arjen Robben.
Er ist der erste Torhüter, der bei zwei Weltmeisterschaften je einen Elfmeter im laufenden Spiel halten konnte: 2002 im Achtelfinale gegen Irland, 2010 im Viertelfinale gegen Paraguay.
Am 14. November 2009 absolvierte er beim Spiel gegen Argentinien (Endstand 2:1) in Madrid sein 100. Länderspiel. Am 15. November 2011 bestritt er sein 127. Länderspiel gegen Costa Rica und löste Andoni Zubizarreta als Spaniens Rekordnationalspieler ab. Am 30. Mai 2012 gewann er sein 95. Länderspiel und überbot damit die Rekordmarken von Ahmed Hassan (Ägypten) und Lilian Thuram (Frankreich), die 94 Spiele gewonnen haben. Im EM-Finale 2012 gelang ihm mit der spanischen Mannschaft die Titelverteidigung und gleichzeitig sein 100. Länderspielsieg. Zudem ist er in K.-o.-Duellen seit 990 Minuten ohne Gegentreffer.
Bei der Weltmeisterschaft 2014 absolvierte er zunächst zwei Einsätze gegen die Niederlande und gegen Chile. Im dritten Spiel – und ohne Chance auf ein Weiterkommen bei dem Turnier – nahm Nationaltrainer del Bosque zahlreiche Änderungen vor, darunter ließ er auch Pepe Reina anstelle von Casillas spielen. Da Spanien bereits in der Vorrunde ausschied, hatte Casillas keine weiteren Einsätze bei der Weltmeisterschaft.
Am 13. November 2015 blieb er beim 2:0 gegen England zum 100. Mal in einem Länderspiel ohne Gegentor.
Am 1. Juni 2016 stand er im EM-Vorbereitungsspiel gegen Südkorea zum 167. Mal im spanischen Tor. Damit stellte er einen neuen europäischen Rekord auf und übertraf den lettischen Mittelfeldspieler Vitālijs Astafjevs nach offizieller Zählung um ein Spiel. Im November zog Gianluigi Buffon mit Casillas gleich.
Bei der Europameisterschaft 2016 wurde er mit 35 Jahren noch einmal als Nummer 1 in das Aufgebot Spaniens aufgenommen. Zwar hatte er die Mehrzahl der Qualifikationsspiele bestritten, David de Gea aber empfahl sich während der Saison im Verein durch seine Leistung ebenfalls für die EM. Am Ende fiel die Entscheidung zugunsten des fast zehn Jahre jüngeren de Gea aus und Casillas blieb bei seinem letzten Nationalmannschaftsturnier ohne Einsatz. Einen weiteren Rekord sicherte sich der Torwart dennoch, denn fünf Endrundenteilnahmen konnte zu diesem Zeitpunkt kein anderer Spieler der EM-Geschichte vorweisen.

## Erfolge

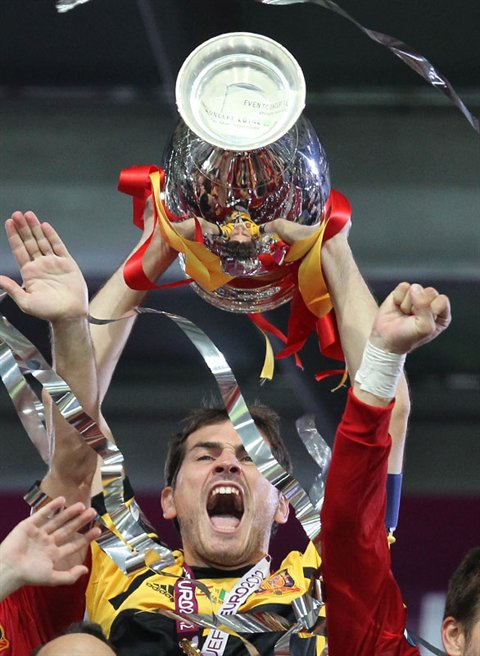
Casillas hält 2012 den EM-Pokal hoch

### Nationalmannschaft
- Weltmeister: 2010
- Europameister: 2008, 2012
- Junioren-Weltmeister: 1999
- U-16-Europameister: 1997
- UEFA-CAF Meridian Cup: 1999
- FIFA-Konföderationen-Pokal
  - Finalist 2013
  - 3. Platz 2009[27]

### Vereine
- Weltpokal: 2002
- FIFA-Klub-Weltmeisterschaft: 2014
- UEFA Champions League: 1999/2000, 2001/02, 2013/14
- UEFA Super Cup: 2002, 2014
- Spanischer Meister: 2000/01, 2002/03, 2006/07, 2007/08, 2011/12
- Spanischer Pokalsieger: 2010/11, 2013/14
- Spanischer Supercup: 2001, 2003, 2008, 2012
- Portugiesischer Meister: 2017/18
- Portugiesischer Supercup: 2018

### Persönliche Auszeichnungen

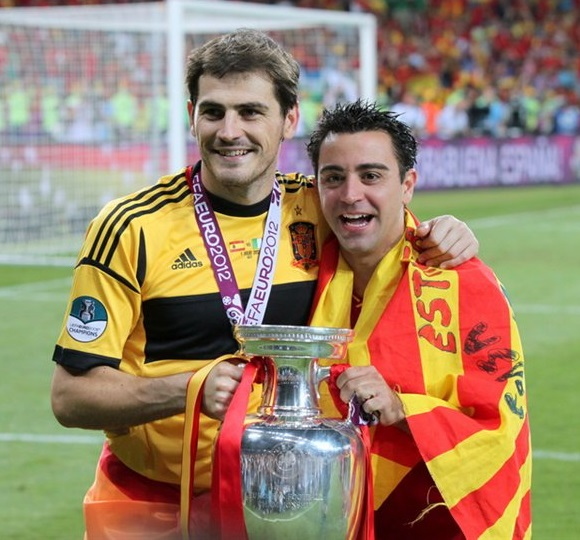
Casillas neben Xavi mit dem EM-Pokal (2012)

- IFFHS-Welttorhüter des Jahres (5): 2008, 2009, 2010, 2011, 2012 (bis heute als einziger Torhüter fünfmal in Folge)
- FIFA/FIFPro World XI (5): 2008, 2009, 2010, 2011, 2012
- UEFA Team of the Year (6): 2007, 2008, 2009, 2010, 2011, 2012
- Prinz-von-Asturien-Preis in der Kategorie Sport (1): 2012 (zusammen mit Xavi)
- Trofeo Zamora (1): 2008
- Bester Torhüter der WM 2010 (Goldener Handschuh)
- Trofeo Bravo für den besten Nachwuchsspieler Europas (1): 2000
- Berufung in das FIFA-All-Star-Team der Weltmeisterschaft 2010
- Berufung in das UEFA-All-Star-Team der Europameisterschaft 2008
- Berufung in das UEFA-All-Star-Team der Europameisterschaft 2012

## Sonstiges
Casillas war seit 2016 mit der spanischen TV-Journalistin Sara Carbonero verheiratet, die ihn nach jedem Spiel Spaniens bei der WM 2010 interviewt hatte. Am 3. Januar 2014 wurde ihr erster gemeinsamer Sohn geboren, am 2. Juni 2016 der zweite Sohn. Im März 2021, nach 12 Jahren Beziehung, gaben beide einvernehmlich die Scheidung bekannt, nachdem sie bereits seit längerem in getrennten Häusern gelebt hatten.
Am 28. April 2021 musste Casillas erneut die Notaufnahme des Universitätskrankenhaus Quirónsalud Madrid wegen Herzproblemen aufsuchen, nachdem ihm beim Padel-Tennis-Spielen ein deutlich erhöhter Herzschlag aufgefallen war. Ein erneuter Herzinfarkt konnte ausgeschlossen werden.
In seinem Geburtsort Móstoles wurde eine Straße nach Casillas benannt (Avenida de Iker Casillas).